# Eupithecia jacksoni
Eupithecia jacksoni là một loài bướm đêm trong họ Geometridae.